# Eulophia coddii
Eulophia coddii là một loài thực vật thuộc họ Orchidaceae. Đây là loài đặc hữu của Nam Phi. Môi trường sống tự nhiên của chúng là vùng cây bụi khô khu vực nhiệt đới hoặc cận nhiệt đới và đồng cỏ khô nhiệt đới hoặc cận nhiệt đới vùng đất thấp. Chúng hiện đang bị đe dọa vì mất môi trường sống.